# فرودگاه کودات
فرودگاه کودات  (به انگلیسی: Kudat Airport) (به زبان بومی: Lapangan Terbang Kudat) یک فرودگاه همگانی با کد یاتا KUD است که یک باند فرود آسفالت دارد و طول باند آن ۷۳۰ متر است. این فرودگاه در کشور مالزی قرار دارد و در ارتفاع ۳ متری از سطح دریا واقع شده است.

## شرکت‌های هواپیمایی و مقصدهای پروازی
| شرکت‌های هواپیمایی                 | مقصدهای پروازی          |
| --------------------------------- | ----------------------- |
| مالزی ایرلاینز اجرا توسط MASwings | کوتا کینابالو، سانداکان |